# Walter Martínez Tauda
Walter Ignacio Martínez Tauda (Chillán, Chile, 31 de enero de 2000) es un futbolista chileno. Juega de Mediocampista, y actualmente milita en Trasandino de Los Andes de la Segunda División Profesional de Chile.

## Estadísticas
| Club             | Div.          | Temporada     | Liga  | Liga  | Copas nacionales | Copas nacionales | Torneos internacionales | Torneos internacionales | Total | Total |
| Club             | Div.          | Temporada     | Part. | Goles | Part.            | Goles            | Part.                   | Goles                   | Part. | Goles |
| ---------------- | ------------- | ------------- | ----- | ----- | ---------------- | ---------------- | ----------------------- | ----------------------- | ----- | ----- |
| Ñublense · Chile | 1.ª           | 2021          | 5     | 0     | 5                | 0                | —                       | —                       | 10    | 0     |
| Ñublense · Chile | 1.ª           | 2022          | —     | —     | —                | —                | —                       | —                       | 0     | 0     |
| Ñublense · Chile | 1.ª           | 2023          | 4     | 0     | 1                | 1                | 1                       | 0                       | 5     | 1     |
| Ñublense · Chile | Total club    | Total club    | 9     | 0     | 1                | 1                | 0                       | 0                       | 15    | 1     |
| Total carrera    | Total carrera | Total carrera | 9     | 0     | 1                | 1                | 0                       | 0                       | 15    | 1     |
| 1. 2. 3.         |               |               |       |       |                  |                  |                         |                         |       |       |